# Miguel Navarro Cañizares
Miguel Navarro Cañizares (n. 1840, Valencia, Comunitatea Valenciană, Spania – d. 23 octombrie 1913, Rio de Janeiro, Brazilia) a fost un pictor și profesor de artă spaniol care a lucrat în Venezuela și Brazilia.

## Biografie
Tatăl său a fost producător de coșuri din Valencia, iar Miguel a urmat Academia de Arte Frumoase. Mai târziu, s-a mutat la Madrid, unde a urmat cursuri la Academia San Fernando și și-a găsit un loc în atelierul lui Federico de Madrazo. În 1861, s-a înscris la un concurs pentru a ocupa un post de profesor vacant la „Escuela superior de Pintura, Escultura y Grabado”, dar nu a avut succes.

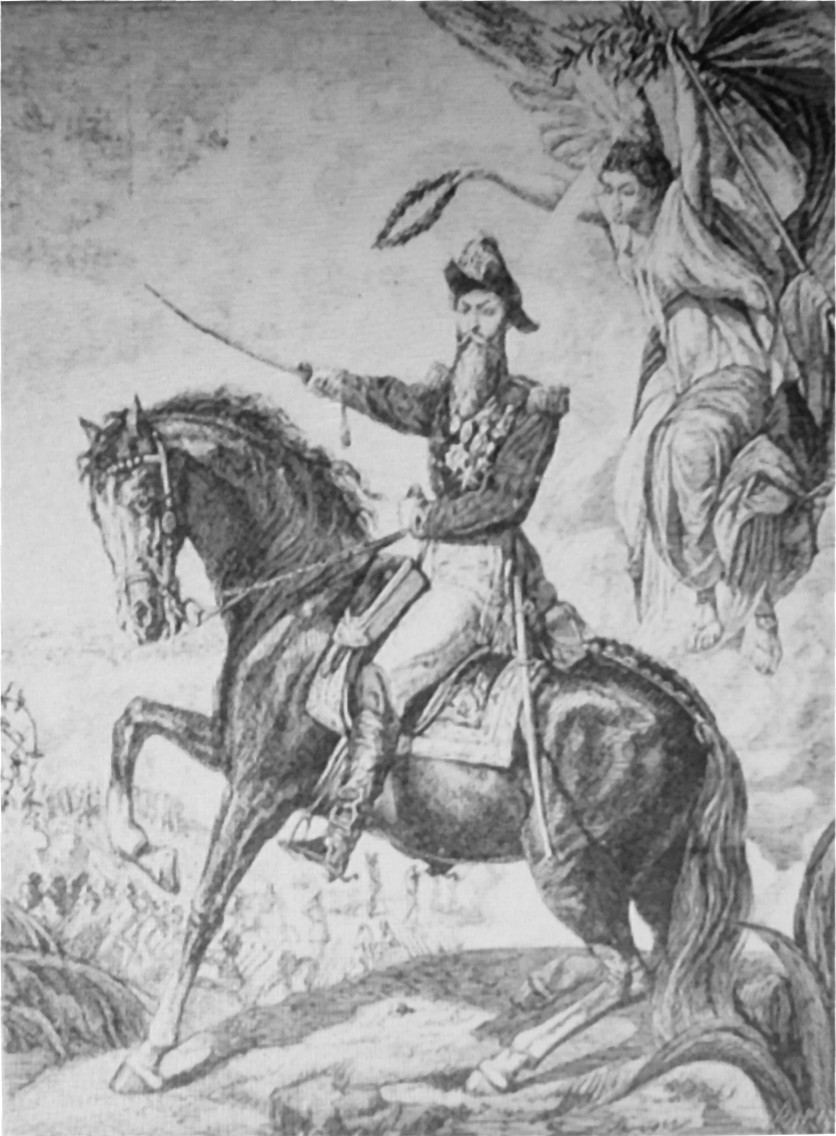
Copie litografică a
„Bătălia de la Apure” (1873)

Timp de câțiva ani, a participat la Expoziția Națională de Arte Plastice, unde pictura sa cu Sfânta Ecaterina transportată de îngeri a câștigat o medalie de aur. Pânza sa care o înfățișează pe Agustina de Aragón⁠(d) a fost distribuită sub formă de litografie și folosită pentru a ilustra un roman. În 1864, a câștigat o bursă pentru a studia la Roma pentru versiunea sa despre Înălțarea fiicei lui Iair.
Mai târziu, în 1871, arhiepiscopul Caracasului, Silvestre Guevara y Lira, care a participat la Conciliul Vatican I, a văzut câteva dintre picturile lui Navarro și l-a invitat să execute picturi murale în Catedrala din Caracas; un proiect care nu avea să se realizeze niciodată. 
Navarro a sosit în Venezuela în 1872, la scurt timp după ce președintele Antonio Guzmán Blanco și-a consolidat domnia în urma Bătăliei de la San Fernando de Apure. Editorul revistei La Opinión Nacional, un cotidian pro-guvernamental, a sugerat că nou-venitul (și neutru din punct de vedere politic) Navarro ar fi alegerea perfectă pentru a imortaliza evenimentul. Tabloul uriaș a fost expus în camerele Senatului de la Palacio Federal Legislativo⁠(d) până în 1889, când a dispărut; probabil distrus de adversarii fostului președinte care au vandalizat statui și portrete ale acestuia în toată țara.

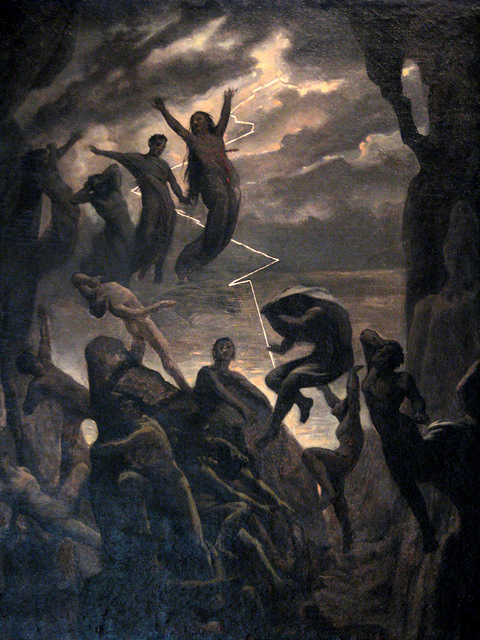
Regret (1887)

### Cariera sa în Brazilia
În 1876, arhiepiscopul Guevara a fost demis din funcție și a plecat în exil. Lipsit de patronaj (și posibil să nu mai fie binevenit), Navarro și-a dat demisia din funcția de profesor la Academia de Arte Frumoase și a plecat la Rio de Janeiro împreună cu soția și copiii săi. Cu toate acestea, o epidemie de febră galbenă l-a făcut să se oprească în Salvador. Curând, a găsit un post de profesor la „Escola de Artes e Ofícios da Bahia”, dar a fost demis un an mai târziu din cauza unor neînțelegeri grave cu directorul școlii, José Antonio da Cunha Couto (1832-1894). Drept urmare, Navarro și câțiva prieteni au decis să creeze o academie de artă separată. Cu sprijinul baronului de Lucerna și a guvernului, școala a fost deschisă chiar înainte de Crăciun în același an.
Deși școala a avut succes, Navarro nu a putut menține un venit suficient din cererea locală limitată de artă, așa că, după cinci ani, s-a mutat la Rio de Janeiro, unde a lucrat în primul rând ca portretist. Patronii săi de acolo au inclus familia regală⁠(d). A rămas acolo până la moarte. O stradă din cartierul Pituba din Salvador poartă numele lui.